# Vladimir Gakov
Vladimir Gakov (pseudonym) har samlat sovjetryska science fiction-noveller, bland annat i antologin "Ljusets vår".

## Utgivna böcker
- Ultimatum: iadernaia Voina I Beziadernyi Mir V Fantaziiakh I Realnosti, 1989, ISBN 9785250003322
- Ljusets vår, 1981, ISBN 9780025421806
- Kruglye Daty 2003 Goda, 2003, ISBN 9785224039999
- Fantastika Veka, 1995, ISBN 9789856107040
- XX Vek: Khronika Chelovechestva, 2002, ISBN 9785224033041
- Entsiklopediia Fantastiki: Kto Est Kto, 1995, ISBN 9789856269014